# Alda (osebno ime)
Alda je žensko osebno ime.

## Različice imena
Aldiana, Aldijana, Aldina

## Izvor imena
Ime Alda izhaja iz moške oblike imena Aldo.

## Pogostost imena
Po podatkih Statističnega urada Republike Slovenije je bilo na dan 31. decembra 2007 v Sloveniji število ženskih oseb z imenom Alda: 74.

## Osebni praznik
Po cerkvenem koledarju praznuje Alda, italijanska spokornica, ki je umrla leta 1309, god 26. aprila.